# Menciîkurî, Vesele
Menciîkurî (în ucraineană Менчикури) este localitatea de reședință a comunei Menciîkurî din raionul Vesele, regiunea Zaporijjea, Ucraina.

## Demografie
Componența lingvistică a localității Menciîkurî
     Ucraineană (88,67%)
     Rusă (9,3%)
     Alte limbi (0,2%)
Conform recensământului din 2001, majoritatea populației localității Menciîkurî era vorbitoare de ucraineană (88,67%), existând în minoritate și vorbitori de rusă (9,3%) și armeană (1,51%).